# Коргу
Коргу (порт. Corgo) — приход (фрегезия) в Португалии, входит в округ Брага. Является составной частью муниципалитета Селорику-де-Башту. По старому административному делению входил в провинцию Минью. Входит в экономико-статистический субрегион Аве, который входит в Северный регион. Население составляет 324 человека на 2001 год. Занимает площадь 2,91 км².